# Referendum costituzionale in Corea del Sud del 1962
Il referendum costituzionale in Corea del Sud del 1962 si è svolto nel paese asiatico sotto il regime militare autoritario del presidente Park Chung-hee il 17 dicembre del 1962. La Costituzione della Repubblica di Corea, è stata approvata con il 80,6% dei voti, con una partecipazione del 85,3%.

## Risultati
| Risultati   | Risultati  | Risultati   |
| Sì o no     | Voti       | Percentuale |
| ----------- | ---------- | ----------- |
| Sì          | 8.339.333  | 78,87%      |
| No          | 2.008.801  | 18,98%      |
| Voti totali | 10.585.998 | 100,0%      |